# ルネ・ブラツェット
ルネ・ブラツェット（Rune Bratseth, 1961年3月19日 - ）は、ノルウェー・トロンハイム出身の元サッカー選手。元ノルウェー代表。サッカー指導者。現役時代のポジションはスウィーパー。

## 経歴

### クラブ
トロンハイムに生まれたブラツェットは地元のクラブでサッカーを始め、1983年に同じく地元のローゼンボリBKへ入団した。ローゼンボリで頭角を現した後、1986年に移籍金9万3000ユーロでドイツ1部のヴェルダー・ブレーメンへ移籍 し、冬の中断期間明けの2月21日に1.FCニュルンベルク戦（1-5敗北）で初出場及び初先発を飾った。ブレーメンではオットー・レーハーゲル監督の下でスウィーパーのポジションを獲得し、加入2季目にはクラブの22季ぶりとなるリーグ優勝に貢献した。
1991年にDFBポカール優勝、1992年にはUEFAカップウィナーズカップでフランス1部のASモナコを2-0で下し初優勝をした。同大会のブラツェットは全9試合中8試合2得点（ルーマニア1部のFCMバカウとの2試合）を記録するなど、中心選手として活躍していたが、ブレーメンで2度目のリーグ制覇を経験後に膝の問題に苦しみ始め、注射を打ちながらのプレーを余儀なくされ、1994-95シーズンでは僅か1試合に出場にとどまり、シーズン終了後に34歳で現役引退をした。ブレーメンでの在籍8季で公式戦316試合20得点を記録。ベルギー1部のRSCアンデルレヒトとのUEFAチャンピオンズリーグ 1993-94（ホーム5-3勝利）では前半の間に0-3と大差を付けられる苦しい展開だったものの、後半になるとチームはブラツェットの得点を含め5得点を挙げ、大逆転勝利となった。

### 引退後
2003年11月のUEFA創立50周年記式典UEFAジュビリーアウォーズにノルウェーサッカー協会から過去50年間（1954年-2004年）で最も優秀な選手Golden Playerに選出された。その後は、古巣ローゼンボリのディレクターとしてニルス・アルネ・エッゲン（en）監督とパートナーを組み、翌年クラブはリーグ戦を制覇した。ローゼンボリで仕事を開始した当初は選手として登録され、また、出番は訪れなかったもののUEFAチャンピオンズリーグの25名の一員としてベンチ入りをした。
1995年より2007年までローゼンボリBKのスポーツディレクターを務めた。
2006年6月10日から11月8日までの間はローゼンボリの暫定監督に就任。その間、自身の仕事はニルス・アルネ・エッゲンの息子であるクヌート・トルビョルン・エッゲン（en）が引き継いでいた。

### 代表
ノルウェー代表としては、1986年2月26日のグレナダ戦で代表デビュー。その後は主将を務め、1992年から1993年にかけて行われた1994 FIFAワールドカップ・ヨーロッパ予選で強豪のイングランドを退け、同国のワールドカップ初出場に貢献。翌1994年6月の本大会にも出場し、28日に行われたアイルランドとの1次リーグ第3戦を最後に代表から退いた。ブラツェットは60試合4得点を記録した。

## タイトル
クラブ
ローゼンボリBK
- エリテセリエン : 1985

ヴェルダー・ブレーメン
- ブンデスリーガ : 1987-88, 1992-93
- DFBポカール : 1990-91, 1993-94
- DFBスーパーカップ : 1993
- UEFAカップウィナーズカップ : 1991-92

個人
- クニクセン・アワード（英語版）年間最優秀選手部門 : 1991, 1992, 1994
- UEFAジュビリーアウォーズ